# فراه
فَراه (فارسية, فراه) هي مدينة في أفغانستان وعاصمة ولاية فراه جنوب غرب أفغانستان. يمر فيها نهر فراه ويبلغ عدد سكانها حوالي 37 ألف نسمة.

## المناخ
يظهر الجدول التالي التغييرات المناخية على مدار السنة لفراه:
| البيانات المناخية لـفراه              | البيانات المناخية لـفراه | البيانات المناخية لـفراه | البيانات المناخية لـفراه | البيانات المناخية لـفراه | البيانات المناخية لـفراه | البيانات المناخية لـفراه | البيانات المناخية لـفراه | البيانات المناخية لـفراه | البيانات المناخية لـفراه | البيانات المناخية لـفراه | البيانات المناخية لـفراه | البيانات المناخية لـفراه | البيانات المناخية لـفراه |
| الشهر                                 | يناير                    | فبراير                   | مارس                     | أبريل                    | مايو                     | يونيو                    | يوليو                    | أغسطس                    | سبتمبر                   | أكتوبر                   | نوفمبر                   | ديسمبر                   | المعدل السنوي            |
| ------------------------------------- | ------------------------ | ------------------------ | ------------------------ | ------------------------ | ------------------------ | ------------------------ | ------------------------ | ------------------------ | ------------------------ | ------------------------ | ------------------------ | ------------------------ | ------------------------ |
| متوسط درجة الحرارة الكبرى °م (°ف)     | 14.9 (58.8)              | 16.7 (62.1)              | 23.6 (74.5)              | 28.1 (82.6)              | 34.6 (94.3)              | 40.3 (104.5)             | 42.4 (108.3)             | 40.7 (105.3)             | 35.6 (96.1)              | 29.3 (84.7)              | 22.1 (71.8)              | 16.5 (61.7)              | 28.7 (83.7)              |
| متوسط درجة الحرارة الصغرى °م (°ف)     | −0.1 (31.8)              | 2.2 (36.0)               | 8.3 (46.9)               | 12.1 (53.8)              | 17.0 (62.6)              | 22.0 (71.6)              | 24.8 (76.6)              | 21.8 (71.2)              | 16.3 (61.3)              | 9.4 (48.9)               | 2.4 (36.3)               | −1.0 (30.2)              | 11.3 (52.3)              |
| الهطول مم (إنش)                       | 18 (0.7)                 | 22 (0.9)                 | 13 (0.5)                 | 8 (0.3)                  | 3 (0.1)                  | 0 (0)                    | 0 (0)                    | 0 (0)                    | 0 (0)                    | 0 (0)                    | 4 (0.2)                  | 10 (0.4)                 | 78 (3.1)                 |
| المصدر: Climate-Data.org,Climate data |                          |                          |                          |                          |                          |                          |                          |                          |                          |                          |                          |                          |                          |